# Transport Canada

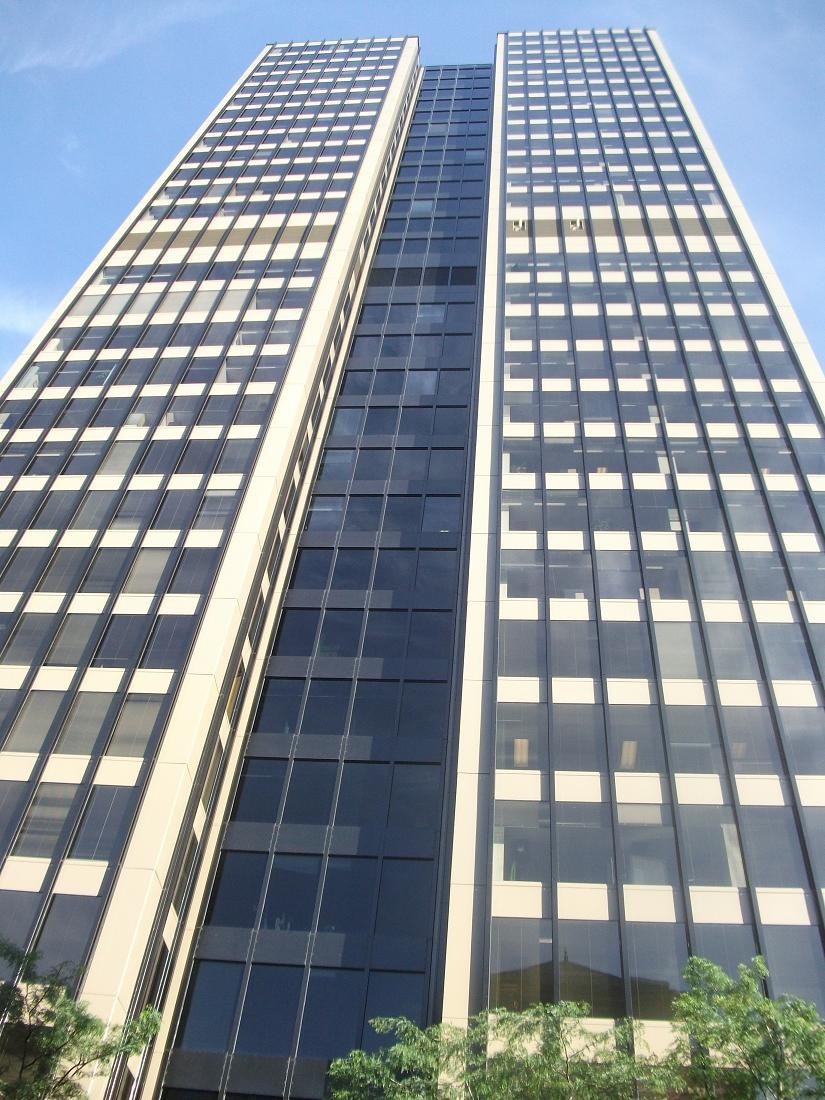
Hauptsitz von Transport Canada in Ottawa

Transport Canada (TC, englisch) bzw. wegen der staatlichen kanadischen Zweisprachigkeit gleichberechtigt auch Transports Canada (TC, französisch) ist der Name des Ministeriums für das Verkehrswesen von Kanada mit Hauptsitz in Ottawa. Die Behörde ist zuständig für alle Verkehrsbereiche in Kanada, namentlich Luftverkehr, Seeverkehr, Schienen- und Straßenverkehr. Seit 2025 wird das Ministerium von Crystia Freeland geleitet.

## Geschichte
Das Ministerium wurde 1935, veranlasst durch die sich stark verändernden Verkehrsbedingungen, in der Amtszeit von William Lyon Mackenzie King gegründet. Um eine effizientere Arbeitsweise zu gewährleisten, legte man die Abteilung für das „Eisenbahn- und Kanalwesen“ (Department of Railways and Canals) mit der „Abteilung für Seefahrt“ (Department of Marine and Fisheries) sowie zivilen Anteilen für die Luftfahrt aus dem Verteidigungsministerium zusammen (Department of Transportation).
Vor 1994 hatte „Transport Canada“ ein umfangreiches Spektrum von Zuständigkeiten. Die „Canadian Coast Guard“, der „Sankt-Lorenz-Seeweg“, Flug- und Seehäfen sowie die „VIA Rail Canada“ und die „Canadian National Railway“ unterstanden ihrer Kontrolle. Aufgrund der Privatisierung der CN-Rail, der politisch gewollten Selbständigkeit der Küstenwache und der Übertragung von Verwaltungsaufgaben für kleinere See- und Flughäfen auf lokale Behörden wurde aus der „Transport Canada“ eine grundlegend andere Organisation. Sie konzentrierte sich fortan auf die Marktregulierung und die Ausarbeitung von Gesetzen im Verkehrswesen.
Bis zum Jahr 1996 war die Transport Canada sowohl für die Regulierung des Flugverkehrswesens, die laufende Flugkontrolle als auch den Betrieb der Flughäfen zuständig. Am 1. November 1996 fand eine Aufgabenverteilung statt, nach der nur die Regulierungsaufgaben bei der Transport Canada verblieben. Alle anderen Belange des zivilen Luftverkehrs gingen an das staatseigene Unternehmen NAV CANADA über. Diese Änderung hatte unter anderem Servicegebühren für Dienstleistungen zur Folge, die zuvor kostenlos angeboten wurden.
Als die Federal Aviation Administration nach den Terroranschlägen vom 11. September 2001 den gesamten US-Luftraum sperrte und alle noch im Anflug befindlichen internationalen Flüge nach Kanada umgeleitet hatte, startete Transport Canada die „Operation Yellow Ribbon“. Zum bisher einzigen Mal in ihrer Geschichte riegelte sie im Rahmen dieses Aktionsplans den kanadischen Luftraum ab.

## Registrar of Imported Vehicles, RIV
Alle Fahrzeuge, die nach Kanada importiert werden sollen, müssen Rechtsnormen erfüllen, die von Transport Canada festgelegt und von der „RIV“ überwacht werden. Die RIV kann als wirtschaftlich geführtes Unternehmen Gebühren für die Ausstellung der notwendigen Einfuhr- und Zulassungsdokumente erheben. Die RIV ist außerdem für die Regeln und die Durchführung der Hauptuntersuchung zuständig, sie ist nicht zu verwechseln mit dem Regolamento Internazionale Veicoli (ebenfalls "RIV").

## Regionale Niederlassungen
Die Behörde betreibt Niederlassungen u. a. in Vancouver, Winnipeg, Toronto, Montreal und Moncton.